# Gladys Hooper
Gladys Hermiston-Hooper (nascida Nash; 18 de janeiro de 1903 – 9 de julho de 2016) foi uma supercentenária britânica que se tornou a pessoa viva mais velha do Reino Unido em 15 de janeiro de 2015 após a morte de Ethel Lang.

## Biografia
Hooper nasceu em 18 de janeiro de 1903 em West Dulwich, no sul de Londres. Em 1916, ela testemunhou o dirigente alemão Schütte-Lanz SL 11 sendo derrubado por Leefe Robinson, que mais tarde foi premiado com a Cruz Vitória por suas ações. Hooper também conheceu Thomas Edison, co-inventor da lâmpada, quando visitou sua escola. Hooper foi à faculdade com a aviadora Amy Johnson, a primeira mulher a voar sozinha da Inglaterra para a Austrália, elas se tornaram amigas, com Hooper dizendo: "Ela era uma boa diversão e uma boa amiga". Hooper também foi um pianista de concertos e jogou com bandleaders, incluindo Jack Payne, Mantovani, Debroy Somers e Maurice Winnick.
Em 1922, aos 19 anos, ela se casou com Leslie Hermiston Hooper, que havia sido piloto no Royal Flying Corps durante a Primeira Guerra Mundial. Seu único filho, Derek Hooper, também se tornou um piloto.

## Vida posterior
Hooper foi casada por 55 anos até a morte do marido pela doença de Parkinson em 1977. Hooper se mudou para Sandown na Ilha de Wight em 1979, para se aproximar de sua família. Ela viveu independentemente até aos 101 anos, quando se mudou para a cidade de Ryde, também na Ilha de Wight, para morar com seu filho Derek.
Três dias antes do seu 111.º aniversário em janeiro de 2015, ela se tornou a pessoa viva mais velha no Reino Unido após a morte de Ethel Lang.
Em outubro de 2015, ela caiu e quebrou seu quadril direito e tornou-se a pessoa mais velha a ter uma operação do quadril, aos 112 anos, quebrando o registro de John Randall, que teve cirurgia de quadril aos 102 anos e 122 dias em novembro de 2011.  
Hooper morreu em 9 de julho de 2016 no Highfield Nursing Home em Ryde aos 113 anos e 173 dias.